# Estadio Balear
El Estadi Balear es un campo de fútbol de Palma de Mallorca (Islas Baleares, España). Es el terreno de juego en el que ha disputado sus partidos oficiales el Club Deportivo Atlético Baleares desde su inauguración en 1960 hasta su clausura en 2013. Desde 2017 se llevó a cabo una reforma en profundidad de la instalación, y desde la temporada 2019-2020 vuelve a jugar en él.

## Descripción
El campo está situado al lado de la salida n.º 1 de la Vía de Cintura que circunvala Palma, en la manzana comprendida entre la misma Vía de Cintura y las calles Sant Ignasi, Marie de Behen y Gaston Vuillier, colindante con las barriadas de La Soledad, Polígono de Levante y Son Gotleu pertenecientes al Distrito de Levante de Palma. 
Las dimensiones del terreno de juego son de 102 x 67 metros, tiene tribuna cubierta y tuvo hierba natural hasta que fue cambiada por césped artificial con la reforma de 2006. Su aforo era de 18 000 espectadores: 3000 asientos en la tribuna cubierta, 3000 en la tribuna de sol y 12 000 localidades de pie en los goles, aunque estas cifras cambiarán sustancialmente después de la reforma que se lleva a cabo desde 2017.

## Historia

#### Proyecto (1958-1959)
El Estadio Balear se proyectó para sustituir el viejo campo de fútbol de Son Canals, el cual había sido el terreno de juego habitual del Baleares FC desde 1923 y del Atlético Baleares desde 1942. Los éxitos deportivos del club hicieron que el campo se quedase pequeño. Además, desde finales de los años 50 había problemas con los propietarios de los terrenos del campo que ponían en entredicho su continuidad. Estas circunstancias hicieron que se impusiese la idea de construir un campo nuevo y tenerlo en propiedad.
A finales de 1958 se aprobó en Asamblea General el proyecto del nuevo estadio, diseñado por el arquitecto Josep Barceló Moner con capacidad para 23 000 espectadores. A principios de 1959 se compraron los terrenos y se emitieron títulos por valor de 5000 y 10 000 pesetas para sufragar la compra y la construcción. El 19 de julio se puso la primera piedra y poco después comenzaron las obras, que finalizaron dentro de los plazos previstos.
Para su construcción se constituyó una comunidad de propietarios (Procampo), que aún continúa en funcionamiento y administra su uso. El club disfruta de un usufructo vitalicio sobre el Estadio, que fue renovado en fechas recientes.

#### Inauguración (1960)
El Estadio Balear fue inaugurado el 8 de mayo de 1960 con un partido internacional disputado contra el equipo inglés del Birmingham City FC, por aquel entonces uno de los equipos más potentes de la Liga inglesa de fútbol, que se proclamaría subcampeón de la Copa de Ferias (actual Copa de la UEFA) en 1960 y 1961. La alineación del partido inaugural fue la siguiente: Bermell, Crespí (Daga), Beltran, Eraña, Cantallops, Villar, Fita, Ricardo, Morro, Peña y Macario.
El Atlético Baleares se impuso por 2-0 con goles de Fita (min. 13), y Ricardo (min. 49). Pero los jugadores del Birmingham City FC, viéndose derrotados contra un equipo de inferior categoría, empezaron a mostrarse con violencia sobre el campo. Así se produjo un hecho que ha sido tristemente recordado durante décadas: el jugador británico Murphy hizo una terrorífica entrada sobre el capitán del Atlético Baleares, Crespí, provocándole una grave lesión que le impidió volver nunca más a los terrenos de juego. El Estadio aún no estaba acabado. La cubierta de la tribuna se terminó unas semanas después, y no fue hasta abril de 1961 que se instalaron las torres de iluminación.

#### Degradación
A excepción de los primeros años, en que el club logró ascender a Segunda División (1961), durante los años siguientes el estadio vivió más sombras que luces a nivel deportivo. Desde los años 70 la trayectoria deportiva del club no fue la misma que impulsó con entusiasmo la construcción del campo y frecuentemente presenta un aspecto excesivamente vacío. El césped fue replantado en varias ocasiones, siempre sin éxito. Además, las relaciones entre el club y la Procampo vivieron constantes altibajos y fricciones, que progresivamente fueron a más. Todos estos factores ocasionaron que el estadio presentase un estado progresivamente envejecido y falto de mantenimiento.

#### Primera remodelación (2006)
Después de la superación de la grave crisis que sufrió el club en 2005 se llevó a cabo una reforma del Estadio. En 2006, con el apoyo financiero del Ayuntamiento de Palma, se acometieron intervenciones que permitieron arreglar las deficiencias estructurales que padecía la instalación e instalar césped artificial.
Más adelante, en 2008 el club instaló unos 3000 asientos azules en la tribuna principal, provenientes de la piscina cubierta de Son Moix que fue devastada por un tornado el 4 de octubre de 2007. La capacidad del Estadio disminuyó de 23 000 a 18 000 localidades, pero se ganó en comodidad. En 2010 se celebraron sus bodas de oro.

#### Clausura (2013)
Las reformas llevadas a cabo en 2006 no se hicieron con la profundidad necesaria, y la estructura general del Estadio no mejoró. Así, el 14 de junio de 2013 fue clausurado por el Ayuntamiento de Palma a causa de la caída de un trozo de pared de la tribuna sucedido días antes. La revisión y posterior informe técnico del propio ayuntamiento aconsejaron su clausura por amenaza de derrumbe. Desde entonces el Estadio permaneció clausurado y el proceso de degradación continuó. Tal fue el abandono que la instalación sufrió actos vandálicos y de saqueo tras los cuales desaparecieron trofeos y objetos de gran valor patrimonial que no habían sido puestos a salvo.
A principios de 2015 la nueva junta de la Procampo planeaba la construcción de un nuevo campo mediante la permuta de los terrenos del Estadio, lo cual hacía inminente la desaparición del Estadio Balear. Sin embargo, no se llevó a cabo y el Estadio sobrevivió.

#### Segunda remodelación (desde 2017)
El 7 de septiembre de 2017 el Atlético Baleares y el Ayuntamiento de Palma llegaron a un acuerdo para la remodelación del Estadio Balear. En un principio, el club se hacía cargo de la reforma integra mientras el Ayuntamiento asumía los costes del césped natural o la iluminación del campo.
A finales del mismo año comenzaron oficialmente las obras, que se han ido desarrollando a lo largo de 2018.